# Jinzhou Airport
Jinzhou Airport är en flygplats i Kina. Den ligger i provinsen Liaoning, i den nordöstra delen av landet, omkring 210 kilometer väster om provinshuvudstaden Shenyang.
Runt Jinzhou Airport är det ganska tätbefolkat, med 192 invånare per kvadratkilometer. Närmaste större samhälle är Jinzhou, 6,7 km öster om Jinzhou Airport. Trakten runt Jinzhou Airport består till största delen av jordbruksmark.
Genomsnittlig årsnederbörd är 728 millimeter. Den regnigaste månaden är juli, med i genomsnitt 183 mm nederbörd, och den torraste är januari, med 6 mm nederbörd.